# رمانس (آلبوم کامیلا کبیو)
رمانس (به انگلیسی: Romance) دومین آلبوم استودیویی توسط کامیلا کابلو خواننده و ترانه‌سرا کوبایی-آمریکایی است. این آلبوم در ۶ دسامبر ۲۰۱۹ از طریق اپیک رکوردز و سایکو میوزیک منتشر شد. این خواننده آلبوم را از نوامبر ۲۰۱۸ تا اکتبر ۲۰۱۹ ضبط کرد. رمانس توسط فرانک دوکس، لوئیس بل، اندرو وات و فینیاس اوکانل و دیگران تولید شده‌است. از نظر موسیقی، این یک رکورد پاپ و آراندبی شامل تأثیرات از موسیقی پاپ و راک لاتین است.
رومانس به‌طور کلی نظرات مثبتی از منتقدان موسیقی دریافت کرد و اولین بار در کانادا، رتبه سه ایالات متحده و ده کشور در چندین رتبه برتر ظاهر شد. برای تبلیغ آلبوم، کبیو قرار است تور رمانس را آغاز کند، این تور از اروپا و آمریکای شمالی آغاز می‌شود. این آلبوم در ماه مه سال ۲۰۲۰ توسط انجمن صنعت ضبط آمریکا (آرآی‌ای‌ای) به دلیل فروش ۱٬۰۰۰٬۰۰۰ واحد معادل آلبوم، به گواهی پلاتین دست یافت.

## فهرست ترانه
| رمانس – نسخه استاندارد | رمانس – نسخه استاندارد    | رمانس – نسخه استاندارد |
| شماره                  | نام                       | مدت                    |
| ---------------------- | ------------------------- | ---------------------- |
| ۱.                     | «بی حیا»                  | ۳:۳۹                   |
| ۲.                     | «شاهد زنده»               | ۳:۱۴                   |
| ۳.                     | «باید گفته باشم»          | ۳:۲۰                   |
| ۴.                     | «سینوریتا» (با شان مندز)  | ۳:۱۰                   |
| ۵.                     | «دروغ»                    | ۳:۲۷                   |
| ۶.                     | «نوع بد پروانه ها»        | ۲:۴۹                   |
| ۷.                     | «آسان»                    | ۳:۱۴                   |
| ۸.                     | «دوبار احساسش کن»         | ۳:۰۸                   |
| ۹.                     | «رویای تو (برای امیرعلی)» | ۳:۴۲                   |
| ۱۰.                    | «گریه برای من»            | ۳:۰۹                   |
| ۱۱.                    | «این عشق»                 | ۳:۴۰                   |
| ۱۲.                    | «عادت کرده به این»        | ۳:۳۰                   |
| ۱۳.                    | «اولین مرد»               | ۳:۴۸                   |

| رمانس – قطعه جایزه | رمانس – قطعه جایزه               | رمانس – قطعه جایزه |
| شماره              | نام                              | مدت                |
| ------------------ | -------------------------------- | ------------------ |
| ۴.                 | «مای اوه مای» (با همراهی دابیبی) | ۲:۵۰               |
| مجموع مدت:         | مجموع مدت:                       | ۴۶:۴۰              |